# Baixo Augusta (álbum)
Baixo Augusta é o sexto álbum de estúdio da banda brasileira de rock gaúcho Cachorro Grande. O álbum foi gravado na gravadora Trama de abril a maio de 2011 e postado para download em 30 de novembro de 2011.
O lançamento do álbum em CD aconteceu em maio de 2012, e o lançamento em vinil ocorreu em setembro de 2013.
O primeiro single "Difícil de Segurar", foi lançado em 30 de setembro de 2011, o videoclipe foi dirigido por Ricardo Spencer.
O álbum conta com uma influência do rock dos Anos 70.

## Faixas[3]
| N.º            | Título                        | Música                                      | Duração  |  |
| 1.             | "Não Entendo, Não Aguento"    | Beto Bruno & Marcelo Gross                  | 4:18     |  |
| 2.             | "Difícil de Segurar"          | Beto Bruno & Marcelo Gross                  | 2:46     |  |
| 3.             | "Tudo Vai Mudar"              | Beto Bruno, Marcelo Gross & Rodolfo Krieger | 3:00     |  |
| 4.             | "Baixo Augusta"               | Beto Bruno & Marcelo Gross                  | 4:22     |  |
| 5.             | "Só Você Que Não "            | Beto Bruno & Gabriel Azambuja               | 3:56     |  |
| 6.             | "Corda Bamba"                 | Marcelo Gross                               | 4:35     |  |
| 7.             | "Volta Pro Mesmo Lugar"       | Rodolfo Krieger                             | 2:34     |  |
| 8.             | "O Fantasma do Natal Passado" | Beto Bruno                                  | 3:03     |  |
| 9.             | "Surreal"                     | Rodolfo Krieger                             | 2:57     |  |
| 10.            | "Cinema"                      | Beto Bruno                                  | 6:35     |  |
| 11.            | "Mundo Diferente"             | Beto Bruno & Gabriel Azambuja               | 4:49     |  |
| Duração total: | Duração total:                | Duração total:                              | 00:43:00 |  |

## Créditos
Banda
- Beto Bruno - vocal
- Marcelo Gross - guitarra
- Rodolfo Krieger - baixo
- Gabriel Azambuja - bateria
- Pedro Pelotas - piano, teclado

Produtores executivos
- João Marcelo Boscoli
- André Szajman
- Cláudio Szajman

Assistentes
- Ronaldo Frige
- Paulo Chagas

Gravação
- Gravado, mixado e masterizado nos estúdios Trama[2]  por Rodrigo Sanches.
- Coro nas faixas 2, 5 e 11 por Débora Martins, Letycia, Lu Vitaliano, Letícia Helena, Ana Negraes e Vivian Sara.

Encarte
- Fotografia e capa por Cisco Vasques
- Design por Jon Suguiyama
- Produção gráfica por Taoimagem

## Prêmios e indicações

### Prêmio Açorianos
| Ano  | Categoria    | Indicação     | Resultado |
| ---- | ------------ | ------------- | --------- |
| 2012 | Disco de Pop | Baixo Augusta | Indicado  |